# The Squeaky Wheel
The Squeaky Wheel (biệt danh do thính giả đài phát thanh đặt cho) là một đài phát thanh sóng ngắn tiện ích phát ra âm thanh đặc biệt. Từ khoảng năm 2000 cho đến năm 2008, giai điệu chú ý của trạm là một tín hiệu hai âm sắc cao, gần giống như một bánh xe có tiếng kêu. Từ năm 2008, điểm đánh dấu kênh đã thay đổi thành hai âm khác nhau trong một chuỗi ngắn được lặp lại với khoảng cách im lặng ngắn. Các tần số là 5473 kHz (ngày) và 3828 kHz (đêm). Nhiều lần tin nhắn thoại ở định dạng Tin nhắn Flash chiến lược đã được báo cáo. Vị trí phát sóng chính xác vẫn chưa được biết, nhưng được cho là gần Rostov-on-Don, Nga.  Cường độ tín hiệu không tốt lắm ở Trung Âu và đôi khi tín hiệu thậm chí biến mất trong nhiều ngày do nhiễu.
Các tần số khác được quan sát là 3650 kHz, 3815 kHz, 5474 kHz và 5641 kHz.
Ký hiệu Enigma là S32  với S chỉ ngôn ngữ Slav. Tuy nhiên, từ năm 2000 đến 2005, nó được chỉ định là XSW khi giọng nói trên đài không được biết đến.